# یواس‌اس اوکلا (ای‌او-۵۶)
یواس‌اس اوکلا (ای‌او-۵۶) (به انگلیسی: USS Aucilla (AO-56)) یک کشتی بود که طول آن ۵۵۳ فوت (۱۶۹ متر) بود. این کشتی در سال ۱۹۴۳ ساخته شد.